# Ludwig Lang (Richter)
Ludwig Lang (* 3. Oktober 1861 in Storndorf im Vogelsbergkreis; † 4. Januar 1938 in Darmstadt) war ein deutscher Jurist und Präsident des Oberlandesgerichtes Darmstadt.

## Leben
Ludwig Lang war ein Sohn des gleichnamigen Storndorfer Oberförsters und dessen Ehefrau Sophie Gläser.
Nach dem Studium der Rechtswissenschaften, das er mit der Promotion zum Dr. jur. abschloss, wurde er am 29. März 1893 Staatsanwalt beim Landgericht Mainz, das zur Provinz Rheinhessen gehörte. 1895 wechselte er in gleicher Funktion zum Landgericht Darmstadt, das zur Provinz Starkenburg gehörte. Bevor er zum Jahresende 1899 Landgerichtsrat beim Landgericht Darmstadt wurde, war er durch Großherzogliche Verfügung vom 26.  Mai 1897 mit Wirkung vom 1. Juni an als Amtsrichter beim Amtsgericht Darmstadt eingesetzt.
1903 wurde er stellvertretendes Mitglied des Landesversicherungsamtes Hessen und im Jahr darauf dort als Richter eingesetzt.
An der Technischen Hochschule Darmstadt dozierte er von 1905 an im Fach  Patent-, Muster- und Markenschutz.
1908 kehrte er in die Justiz zurück und erhielt eine Anstellung als Oberstaatsanwalt beim Landgericht Gießen, zur Provinz Oberhessen gehörend.
Vom 6. März 1911 an war er Oberlandesgerichtsrat beim Landgericht Gießen.
Beim Oberlandesgericht Darmstadt war er vom 1. Oktober 1923 als Senatspräsident eingesetzt und wurde dort am 2. Februar 1924 dessen Präsident.
Zum 1. Februar 1927 wurde er pensioniert.

## Öffentliche Ämter
- Mitglied der Prüfungskommission für das Justiz- und Verwaltungsfach
- Vorsitzender (1925–1929) des Disziplinarhofs beim evangelischen Landeskirchenamt Hessen[2]

## Ehrungen
- 25. November 1910 Ritterkreuz des Verdienstordens Philipps des Großmütigen
- 25. November 1913 Ehrenkreuz des Verdienstordens Philipps des Großmütigen